# 徐和谊
徐和谊（1957年11月—），回族，北京市人，曾任北汽集团党委书记、董事长。中共十八大代表、第十二届全国人大代表、第十三届全国政协委员。

## 生平
1982年，毕业于北京钢铁学院炼铁专业，进入首钢工作。1985年2月加入中国共产党。
2002年，加入北汽集团。2006年10月，升任北汽集團董事長。
2013年，当选全国人大代表。2018年1月，当选第十三届全国政协委员。
2020年7月31日，卸任北汽集团董事长。
2023年3月31日，接受审查调查。